# Rötz
Rötz je město v německé spolkové zemi Bavorsko, v zemském okrese Cham ve vládním obvodu Horní Falc.
Pravděpodobně je název osídlení odvozen od původního slovanského osídlení, od označení místního potoka. To lze odvodit také ze starého slovanského slova réka „řeka“ nebo recica „říčka, potok, potok“.
Žije zde přibližně 3 300 obyvatel.

## Poloha
Město se nachází v Horní Falci v přírodním parku Horní Bavorský les na řece Schwarzach. Oblast mezi Schwarzenfeldem a státní hranicí se také nazývá Schwarzach Bergland. Rötz patří do celního pohraničního okresu a je asi 14 kilometrů od německo-české hranice.
Sousední obce jsou na severu a na západě Winklarn, Thanstein, Neunburg vorm Wald a Neukirchen-Balbini, na jihu to jsou obce Stamsried a Pemfling a na východě to jsou obce Schönthal a Tiefenbach.

## Historie

### Od první písemné zmínky po třicetiletou válku (1017–1618)
vlastní historie Rötzu začala nepřímou zmínkou v dokumentu z 28. dubna 1017 zmiňujícím císaře Jindřicha II. 28. O několik let později, kolem roku 1050, byla poprvé písemně připomněna rodina Schwarzenburgů, která hrála v regionu důležitou roli.
V roce 1255 byla farnost Rötz poprvé zmíněna v dokumentu řezeňské diecéze Regensburg. V roce 1299 byl Rötz („Rehtz“) zmíněn jako trh (fórum). Na konci 13. století získal klášter Schönthal patronátní právo nad farností Rötz, právo patronace byla poprvé uplatněno o několik let později. V roce 1401 byl v Rötzu postaven farní kostel, jehož gotický chór se dochoval do současnosti.
V roce 1505 majitel panství Jindřich von Guttenstein-Vrtba Rötzu udělil městská práva. Tento rok je považován za skutečné datum založení města. Město mělo týdenní trh a byla v něm církevní škola. S prodejem panství Schwarzenburg-Rötz-Waldmünchen Jindřichem von Guttenstein-Vrtba Falckému kurfiřtu Ludvíkovi V. a jeho bratrovi Bedřichovi v roce 1510 byla oblast rozdělena mezi dvě správní kanceláře Schwarzenburg-Rötz a Waldmünchen.
9. prosince 1600 zpustošil severní část města první velký v písemných pramenech zaznamenaný požár.

### Od třicetileté války po sekularizaci (1618 až 1803)
Rötz utrpěl také v průběhu třicetileté války. V zimě 1620/1621 muselo město snášet těžké břemeno kvartýrování tří anglických pluků. Později v roce 1622 a mezi lety 1630 a 1635, utrpěl Rötz další škody při průchodech vojáků.
V roce 1625 vypukl mor a vyžádal si 237 životů, z toho 140 dětí. Na začátku roku 1634 byl Rötz obklíčen Švédy, kteří město vyplenili, zničili zámek Schwarzenburg a požadovali od občanů finanční prostředky. Ve stejném roce zabila další vlna moru 876 lidí. Od roku 1669 se o farnost Rötz staral znovu augustiniánský klášter v Schönthalu.
V průběhu války o španělské dědictví došlo v Rötzu v roce 1705 k povstání mezi obyvateli. 28. ledna 1709 zničil ve městě velký požár více než 20 domů.
Během války o rakouské dědictví patřilo Bavorsko k oponentům Habsburků. V Rötzu v blízkosti hranic Habsburských zemí opravili velmi zchátralé městské hradby a opevnění. Nepřátelská rakouská vojska přesto v roce 1742 město na dlouhou dobu obsadila a způsobila značné škody. Mnoho občanů přišlo o domovy kvůli válečným škodám a špatné úrodě.
Velké části města zničil v roce 1771 rozsáhlý požár. Chatrná radnice, která se částečně zhroutila již v roce 1753, se stala obětí plamenů spolu s celým městským archivem. V roce 1789 bylo město opět z velké části zničeno požárem. V důsledku těchto katastrof vláda od roku 1790 prosazovala důrazné dodržování stavebních předpisů a protipožárních opatření. Během napoleonských válek pochodovaly městem pravidelně rakouské, francouzské i ruské jednotky, což opět znamenalo další škody.
V roce 1804 dolehla těžká břemena ubytování vojáků, epidemií a válečných kontribucí. V roce 1808 založilo 17 občanů s pivovarnickými právy družstevní pivovar v bývalém pečovatelském domě, tento pivovar existuje dodnes.